# Парламентские выборы в Хорватии (2015)
Парламентские выборы в Хорватии состоялись 8 ноября 2015 года. Всего в Сабор избирался 151 депутат. Эти выборы стали восьмыми с момента первых многопартийных выборов в 1990 году и первыми с момента вступления Хорватии в Европейский союз в 2013 году. Правящая левоцентристская коалиция «Хорватия растет», возглавляемая премьер-министром Зоран Миланович, столкнулась с вызовом со стороны правоцентристской «Патриотической коалиции», возглавляемой Хорватским демократическим содружеством и возглавляемой председателем ее партии Томиславом Карамарко, а также столкнулась с несколькими новыми политическими коалициями.
В результате выборов был сформирован парламент, в котором коалиция «Хорватия растет» получила 56 мест в 10 избирательных округах Хорватии и 3 из 8 представителей национальных меньшинств. Оппозиционная патриотическая коалиция получила 56 мест в Хорватии и все три места, выделенные гражданам Хорватии, проживающим за рубежом, получив 59 мест, технически сравнявшись с правящей коалицией. Ожидалось, что коалиция IDS-PGS-RI, занявшая 3 места в парламенте, встанет на сторону коалиции «Хорватия растёт», а также ещё 5 представителей меньшинств, предоставив коалиции премьер-министра Милановича 67 мест против 59 для оппозиционной коалиции Карамарко. Это оставляло бы Милановичу 9 мест до большинства, в то время как Карамарко требовалось 17 мест.
Ожидалось, что третья партия во главе с мэром Метковича Божо Петровым, занявшим 19 мест, станет решающим фактором в формировании следующего правительства Хорватии. После выборов Драго Пргомет из партии «Мост» заявил, что ни Миланович, ни Карамарко не будут их кандидатами на пост премьер-министра и что партия решит, кто возглавит 13-е правительство Хорватии. Некоторые члены «Моста» заявили, что они предпочитают формирование правительства национального единства, состоящего из ХДС, СДП и «Моста», хотя это считалось крайне маловероятным. 11 ноября лидер Патриотической коалиции Карамарко открыто отверг перспективу создания правительства этими тремя партиями. За этим последовало более 45 дней переговоров между всеми тремя коалициями.
22 декабря было заявлено, что «Хорватия растет», сформирует правительство с «Мостом», однако 23 декабря «Мост» решил оказать поддержку правительству с Хорватским демократическим содружеством. Коалицию также поддержали партия «Милан Бандич 365» и два независимых представителя меньшинств, что дало им незначительное большинство в 78 мест в парламенте, на два больше, чем необходимые 76 мест. Они выдвинули хорватско-канадского бизнесмена Тихомира Орешковича, который был неизвестен широкой публике и провел большую часть своей жизни в Канаде, на пост следующего премьер-министра. Новое правительство вступило в должность 22 января 2016 года с Орешковичем в качестве 11-го премьер-министра после рекордных 76 дней переговоров.